# Fahad Al-Dhanhani
Fahad Al-Dhanhani (Arabic:فهد الضنحاني) (sinh ngày 3 tháng 9 năm 1991) là một cầu thủ bóng đá người Các Tiểu vương quốc Ả Rập Thống nhất. Hiện tại anh thi đấu cho Baniyas.

## Quốc tế
Fahad Al-Dhanhani ra mắt đội tuyển bóng đá quốc gia Các Tiểu vương quốc Ả Rập Thống nhất vào ngày 26 tháng 3 năm 2019 trong trận giao hữu với Syria.